# 色部久長
色部 久長（いろべ ひさなが）は、江戸時代後期から末期にかけての米沢藩の家老。受領名が長門守であったことから色部長門の名で知られている。戊辰戦争において奥羽越列藩同盟に列した米沢藩より、旧幕府の直轄領であった越後府で港のある新潟町（現在の新潟市）を警備する為に総督に命じられ、奮戦し功績を残した。

## 経歴

### 戊辰戦争前
幼少より藩校興譲館に学び、助読となる。嘉永6年（1853年）に家督を相続し、安政6年（1859年）に侍頭兼江戸家老となる。元治元年（1864年）に奉行（国家老）となる。慶応元年（1865年）、上杉茂憲に従い京都に上洛。御所南門警護に当たる。

### 越後に出陣
慶応4年5月上旬には新政府軍が続々越後に侵入、すでに高田は新政府軍で充満する状態になっていた。　5月2日に小千谷談判が決裂したため、長岡藩が奥羽越列藩同盟に加入し、新政府軍との北越戦争が始まった。　米沢藩は藩内で徹宵の議論を経て、5月13日に色部を総督に、参謀甘糟継成・大隊長大井田修平以下600人が越後に出陣することになった。　5月下旬に米沢藩軍務総督千坂高雅が越後に来たため、藩主命令で軍事面の総督は千坂に交替し、色部は新潟港の警備を担当する総督となった。

### 新潟港管理
新潟港は正式開港場にはなっていなかったが、5月中旬頃から外国人の渡来が頻繁となり、スネル兄弟から同盟軍への武器弾薬供給ルートとなっていた。　5月30日に新潟港を管理していた旧新潟奉行田中廉太郎は新潟を預所の名目で米沢藩に引き渡し、米沢藩は会議所を置いて仙台・会津・庄内の各藩と共同で同盟軍の重要な補給港・新潟の管理にあたった。

### 最期
新潟港管理開始から約２ヶ月後の7月25日朝、突如として新潟沖に薩長連合軍の軍艦が現れる。　そこに同盟軍側の新発田藩が突如、新政府軍に内通。（新発田藩が薩長連合軍の艦船上陸を先導して、米沢軍の本営を衝く）　26日未明から薩長軍の新潟市街地への砲撃が始まり、爆音が炸裂した。　同盟軍の内情を知る新発田藩の裏切りという圧倒的に不利な戦況のなか、29日夜明けから薩長軍の総攻撃が始まり、市街が火の海となった。
色部はこの日に戦死するが、最期については異なる言い伝えがある。
・「諸隊兵に解散命令を発した後、わずかな手兵とともに退却する時に道に迷って、薩長軍が市街地攻撃に向かう順路（現在の新潟高校前）に出てしまい、そこで逃げずに抜刀して奮闘前進したが、胸部を撃たれ討死を遂げた。　敵に首級をとられないよう、部下がその首を切り落とし、持ちながら走ったが、力尽き路傍の梨の木の根本を掘って、首を埋めた。」
・「薩長軍が代官所に迫るに及んで、部下七名を引き連れ、馬上で東堀り通りを走って今の室長（旅館）あたりで鉄砲に狙撃され、股を撃ち抜かれた。しかし気丈にも、その銃手を斬って捨て、東堀りの水中に入って、腰にしていた手拭で股の貫通銃創を洗い、再度馬で関屋（現在の新潟高校前）まで来たが、出血多量で惜しくも臨終となった。　付き添っていた従臣等はやむなく泣く泣くその首を斬り、「だん袋」に入れて一目散に念仏寺に駆け込んだ。」色部長門の首が隠された念仏寺は関屋の庄屋であった斎藤金兵衛が創建した浄土真宗大谷派の寺院で、墓地の奥に「戊辰の役米沢藩戦死者四士の墓」がある。これは色部長門、色部の首を切った浦戸儀左衛門（色部の御用人）、原廉太郎（組外組、後に五十騎に入る）、斎藤作兵衛（色部家家来）の４人の墓であると言われている。

## 色部家断絶・赦免
戦後、藩主・上杉斉憲は長子・茂憲に家督を譲って隠居する。新政府は藩から4万石を召し上げ、一連の戦犯について調査を命じた結果、既に死亡した色部を戦犯として届け出る。
この届出については、米沢藩軍務総督千坂高雅や参謀甘糟継成を首謀人として届け出さずに済むよう、藩主上杉茂憲や宮島誠一郎が首謀人は戦死した色部、一人だけで認めてもらえないか、複数の政府要人に懇請したうえ、三条実美に委細が具申され、廟議で認められた。
戦後、色部家は家名断絶となったため、子・康長は山浦氏名跡を相続する。明治16年（1883年）には色部家再興が許されたため、康長は長女に山浦氏を相続させ、自らが色部家を再興した。

## 追念碑建立

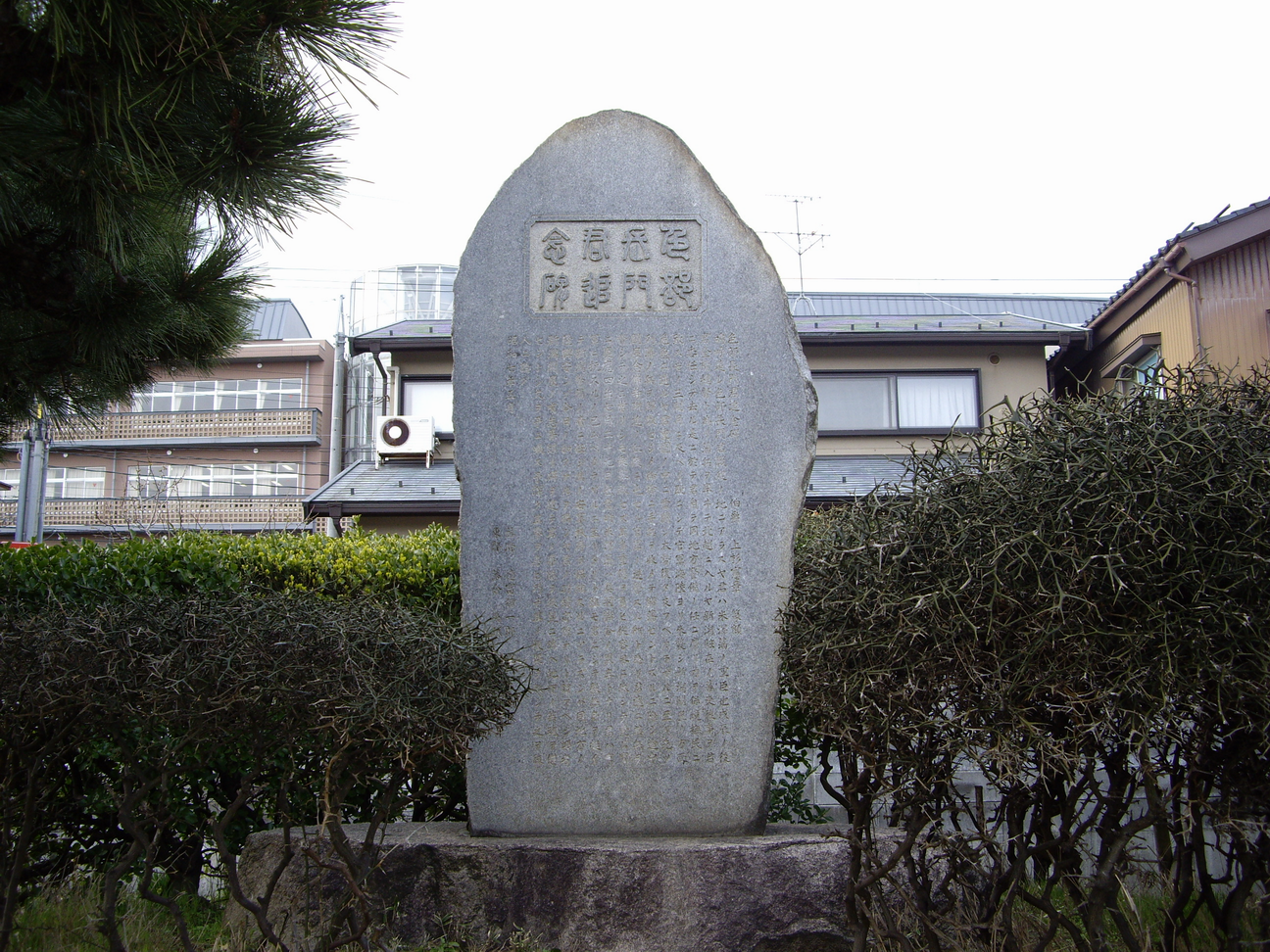
新潟市にある戊辰公園の色部長門君追念碑

色部の的確な判断により新潟の戦火の拡大が抑えられ、今ここに新潟の地があるのは色部長門のお陰である事を称え、色部の絶命した地に、1932年（昭和7年）8月30日に関屋戊辰戦蹟保存会の会長斉藤巳三郎を発起人として、諸氏の連名によって色部の功績と慰霊をこめて色部長門君追念碑が建立され、その地を戊辰公園とした。この碑裏面の発起人・賛助者２１名の名前のなかに米沢藩主上杉茂憲の子息上杉憲章 、越後でともに戦った軍務総督千坂高雅の子息千坂智次郎と千坂洋三郎の名が刻まれている。 碑文は徳富猪一郎（蘇峰）の撰、落合東郭の書、篆額（てんがく）は最後の米沢藩主上杉茂憲の子で上杉家第１５代上杉憲章によるものである。
後に米沢市でも、戦犯として米沢藩の責任一身に背負って汚名を被った事で米沢藩を守った功績を称え1963年（昭和38年）に色部長門追念碑が建立された。また、2018年6月3日には、戊辰戦争150年を記念し、一般社団法人米沢観光コンベンション協会が、米沢・新潟　戊辰戦争ゆかりの地交流事業として、「色部長門顕彰と新潟の歴史を探る旅」を開催した。当日は「鷹山公と先人顕彰会」、「米沢御掘端史蹟保存会」、「米沢観光コンベンション協会」の会員を中心に４５人が新潟へ来県、碑の前で碑前祭も行われ、中川勝米沢市長も参加した。